# Маній Ацилій Авіола (консул 239 року)
Ма́ній Аци́лій Аві́ола (лат. Manius Acilius Aviola; III століття) — політичний і державний діяч Римської імперії, консул 239 року.

## Біографія
Походив з патриціанського роду Ациліїв. Він вважається сином Манія Ацилія Авіоли, який згадується як дитина на зборах Арвальських братів у 183 і 186 роках. Про його кар'єру відомостей у джерелах не збереглося. Відомо, що у 239 році обіймав посаду консула разом з Цезарем Марком Антонієм Гордіаном Августом, тодішнім римським імператором Гордіаном III. З того часу про подальшу долю Манія Ацилія Авіоли згадок немає.